# Бапст, Шарль
Шарль Бапст (фр. Charles Bapst; 11 ноября 1890 — 26 июля 1979) — французский военачальник Второй мировой войны, бригадный генерал; участвовал в Первой мировой войне и дослужился до звания капитана; во Второй мировой войне состоял в Движении Сопротивления, с 1943 года полковник французских вооружённых сил, в 1944—1945 годах участвовал в боях на Рейне.